# Jan Bartkowski
Jan Bartkowski (ur. 19 listopada 1811 w Prusinowie, zm. 24 listopada 1893 w Paryżu) – żołnierz, oficer powstania listopadowego, kawaler Krzyża Srebrnego Orderu Virtuti Militari, rewolucjonista, działacz emigracyjny, karbonariusz, pamiętnikarz, tłumacz, nauczyciel języków obcych.

## Młodość
Urodził się jako syn Andrzeja Bartkowskiego. Pierwsze nauki pobierał w Kętrzynie w Prusach Wschodnich, następnie w konwikcie XX. Pijarów na Żoliborzu w Warszawie, a od 1829 na Wydziale Prawa Uniwersytetu Warszawskiego. Był członkiem Sprzysiężenia Wysockiego, a także twórcą tajnego kółka spiskowego na uniwersytecie, inwigilowanego m.in. przez Henryka Mackrotta. W jego mieszkaniu na Krakowskim Przedmieściu organizowano tajne narady studentów przed wybuchem powstania – omawiano na nich m.in. plany zabójstwa wielkiego księcia Konstantego. W tym samym mieszkaniu, dnia 13 października 1830 członkowie kółka Bartkowskiego oczekiwali przygotowanego wybuchu powstania narodowego, które jednak ok. godz. 23.00 odwołano.  Brał ponadto Bartkowski udział w produkcji amunicji i „przysposobieniu broni” na potrzeby powstania.  W dniu 12 listopada 1830 został aresztowany (na skutek denuncjacji Franciszka Kruszelnickiego) i osadzony m.in. w więzieniu karmelickim na Lesznie – podczas śledztwa załamał się i złożył zeznania obciążające niektórych akademików. W rezultacie aresztowano kolejnych sprzysiężonych: Ignacego Czernika, Wincentego Gaucza, Ignacego Polańskiego, Anastazego Mazowieckiego, Antoniego Dutkiewicza i Hipolita Mierosławskiego. W przesłuchaniach Bartkowskiego uczestniczyli m.in. pierwszy rektor Uniwersytetu Warszawskiego Wojciech Szweykowski, poeta i sekretarz uczelni Kazimierz Brodziński, prof. Adrian Krzyżanowski, kurator UW Maksymilian Fredro (brat Aleksandra), generałowie Aleksander Rożniecki, Stanisław Potocki, Józef Rautenstrauch.

## W powstaniu listopadowym

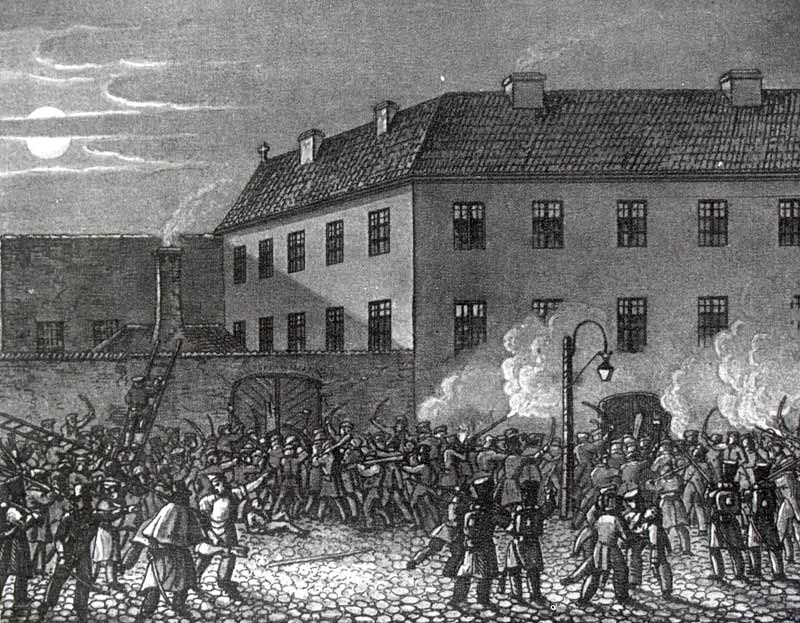
W noc listopadową 1830 r. uwolniono więźniów politycznych przetrzymywanych w klasztorze karmelickim na Lesznie w Warszawie. Pomiędzy uwolnionymi znajdował się Jan Bartkowski.

Wolność odzyskał w wyniku wypadków nocy listopadowej. Bezpośrednio po opuszczeniu murów klasztornego więzienia, Bartkowski przyłączył się do ludu szturmującego Arsenał. W kolejnych dniach wstąpił do akademickiej Gwardii Honorowej; był także w oddziale wojskowym wysłanym w grudniu 1830 do Modlina dla zajęcia tamtejszej twierdzy. Następnie służył w 1 Pułku Ułanów, w którym awansował do stopnia podoficerskiego (od 11 kwietnia 1831 w stopniu wachmistrza).
Brał udział w bitwach pod Stoczkiem i Nową Wsią – obie zwycięskie batalie grupa ułanów, w skład której wchodził Bartkowski, uczciła m.in. splądrowaniem piwnicy-winiarni w Kozienicach, własności miejscowego Żyda, i konsumpcją zrabowanego stamtąd alkoholu. W dalszych miesiącach Bartkowski walczył m.in. pod Kurowem (3 marca), uczestniczył w wyprawie gen. Józefa Dwernickiego na Wołyń, brał udział w bitwie pod Boremlem (18–19 kwietnia). Za postawę w tej bitwie został odznaczony przez gen. Józefa Dwernickiego Krzyżem Srebrnym Orderu Virtuti Militari (24 kwietnia). Po upadku powstania na Wołyniu przeszedł do Galicji (27 kwietnia), gdzie został internowany – zdołał jednak zbiec i już 3 maja rozpoczął drogę powrotną do Królestwa Polskiego.
Wstąpił następnie do Legii Litewskiej z zamiarem kontynuowana walki – m.in. uczestniczył w (spóźnionej) wyprawie płk. Samuela Różyckiego na Litwę oraz brawurowym odwrocie korpusu gen. Henryka Dembińskiego z Litwy do Warszawy. 6 sierpnia wyruszył z korpusem gen. Samuela Różyckiego w sandomierskie, jednak nie doszło wówczas do większych starć szwadronu Bartkowskiego z Rosjanami.  25 września otrzymał (nieodebrany) awans na podporucznika. Dwa dni później przeszedł ponownie do Galicji i udał się – przez Słowację, Węgry, Wiedeń, Czechy i Prusy – na emigrację do Europy zachodniej.
Był poszukiwany przez władze carskie za udział w powstaniu i plany zamachu na życie wielkiego księcia Konstantego. Ciążył na nim wydany zaocznie (13 lutego 1832) wyrok śmierci, zamieniony następnie (16 września 1834) na wieczną banicję. Jego majątek uległ konfiskacie.

## Na emigracji

### We Francji. Nieudane wyprawy do Frankfurtu i Sabaudii

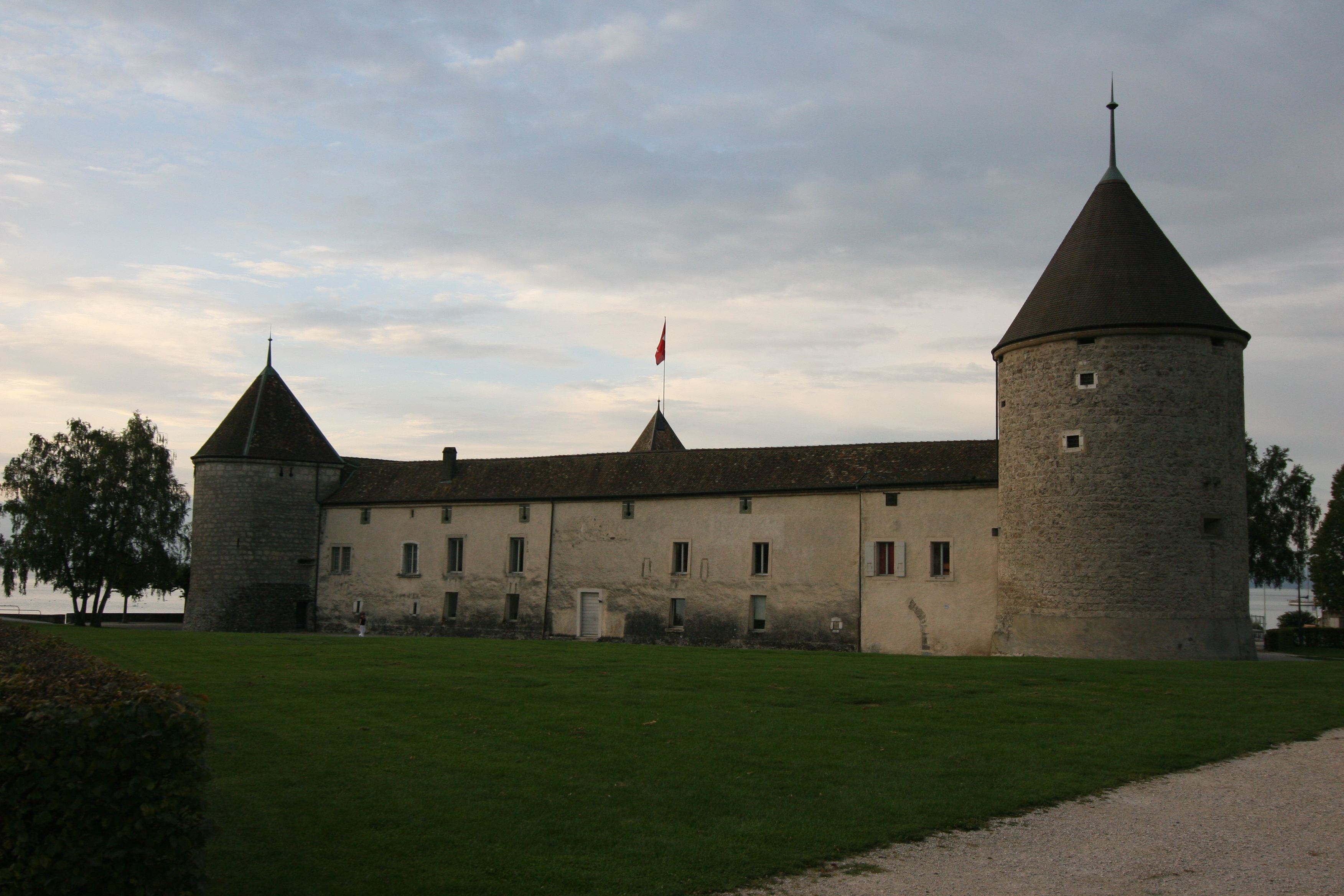
Zamek w szwajcarskim Rolle – miejsce tymczasowego internowania Jana Bartkowskiego i innych uczestników "wyprawy sabaudzkiej" (luty 1834).

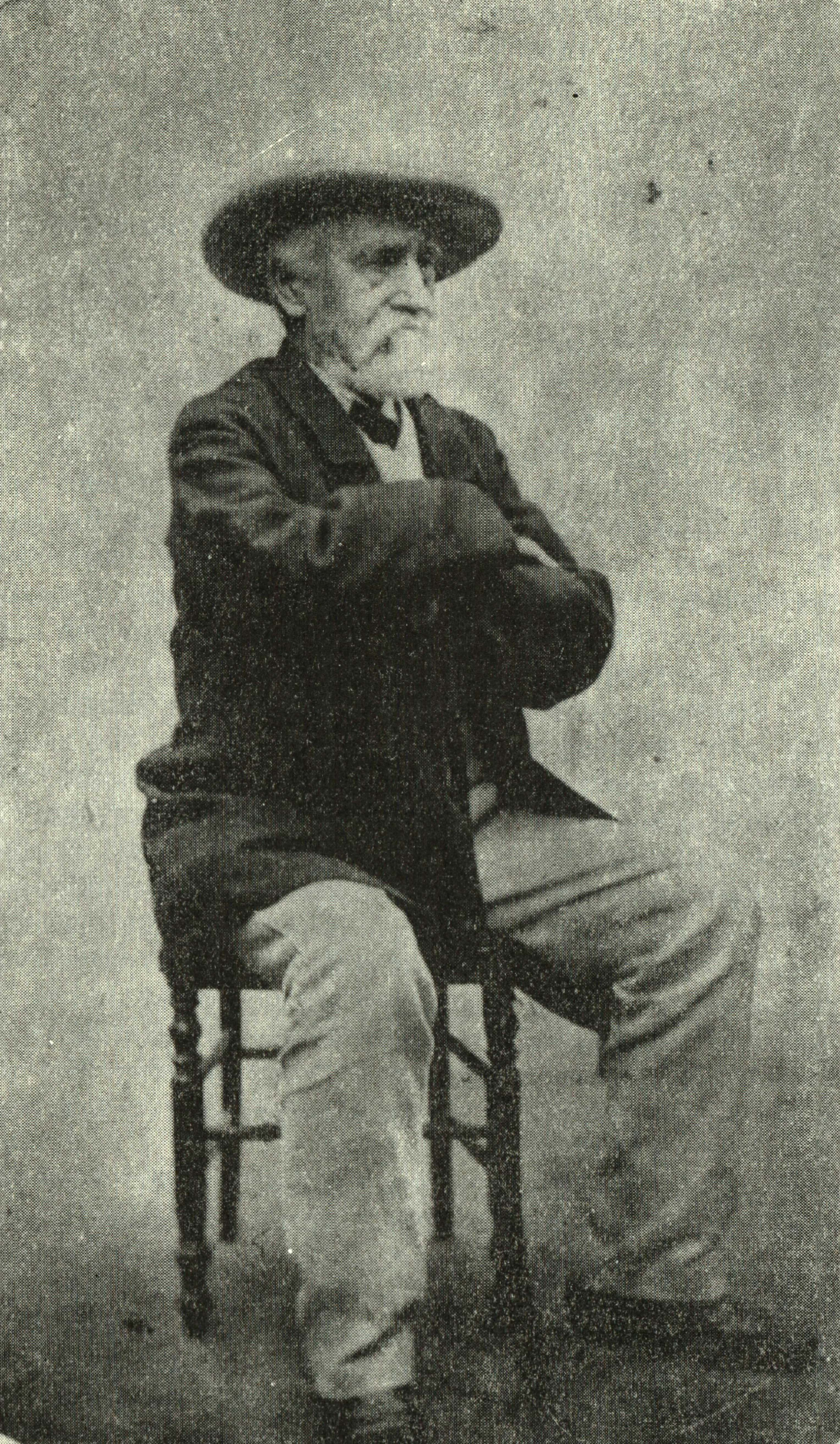
Jan Bartkowski w późniejszych latach życia.

Do Francji przybył wiosną 1832 r. – należał początkowo do zakładu emigracji w Bourges, następnie przeniósł się do Dijon (w październiku 1832), gdzie podjął na nowo studia prawnicze (wkrótce przerwane z powodu choroby) oraz wstąpił do związku węglarskiego. 9 kwietnia 1833 wyruszył z 41-osobowym oddziałem Polaków z Dijon w kierunku Frankfurtu nad Menem, by połączyć się z planowaną tam rewolucją – wyprawa okazała się jednak spóźniona: jeszcze przed przekroczeniem granicy dotarła do oddziału Bartkowskiego informacja kpt. Feliksa Nowosielskiego o fiasku rewolucji (atak kilkudziesięciu spiskowców na główny odwach we Frankfurcie, w dniu 4 kwietnia, został niemal natychmiast odparty; lud niemiecki, pomimo wielokrotnych nawoływań, nie połączył się z konspiratorami).
Na wieść o niepowodzeniu zrywu w Niemczech, grupa Bartkowskiego skierowała się do Szwajcarii (powrót w głąb Francji był w tym momencie niemożliwy), gdzie większość uczestników wyprawy pozostała jeszcze przez kilka miesięcy. 3 sierpnia 1833 Bartkowski, wraz z towarzyszami, wyruszył do kantonu bazylejskiego, aby wesprzeć demokratów z Liestal w ich walce z konserwatystami o władzę w mieście, jednak tym razem demokraci odnieśli zwycięstwo jeszcze przed przybyciem grupy Bartkowskiego.
W połowie 1833 grupy karbonarskie podjęły przygotowania do wyprawy zbrojnej do Sabaudii w celu wywołania rewolucji w krajach włoskich – a w dalszej perspektywie, zjednoczenia i  wyzwolenia Włoch spod panowania austriackiego. Była to inicjatywa emigrantów włoskich w Szwajcarii, którzy działali w porozumieniu z emigrantami polskimi, m.in. z grupą Bartkowskiego. Na podstawie układów z 27 listopada 1833 Polacy zobowiązali się wziąć udział w „wyprawie sabaudzkiej” (a po wyzwoleniu Italii Włosi mieli włączyć się do walki o wolność Polski). Kompania pod dowództwem Leona Jabłońskiego, w skład której wchodził Bartkowski, wyruszyła na początku stycznia 1834 do Nyon nad Jeziorem Genewskim, gdzie miała oczekiwać dalszych rozkazów. W połowie stycznia w Nyon znajdowało się 90 polskich uczestników wyprawy. Byli oni w tym czasie dogłębnie inwigilowani przez tajnych agentów policji francuskiej, austriackiej i piemonckiej. Próbę wkroczenia do Sabaudii oddział Bartkowskiego podjął z początkiem lutego. W trakcie przeprawy przez jezioro zostali jednak aresztowani i osadzeni na zamku w Rolle, następnie w Cossonay, Payerne i na zamku w Avenches (18 lutego). Szeroka opinia publiczna oraz prasa szwajcarska sprzyjała w tym okresie więzionym Polakom, co pozwoliło uchronić ich przed dotkliwszymi represjami. Ostatecznie żołnierzy oddziału Bartkowskiego przyjęto z powrotem na terenie kantonu berneńskiego, a następnie – z obawy przed ich udziałem w kolejnych potencjalnych rewolucjach – wydano im paszporty na wyjazd do Anglii (pod koniec kwietnia 1834).

### W Wielkiej Brytanii i Irlandii

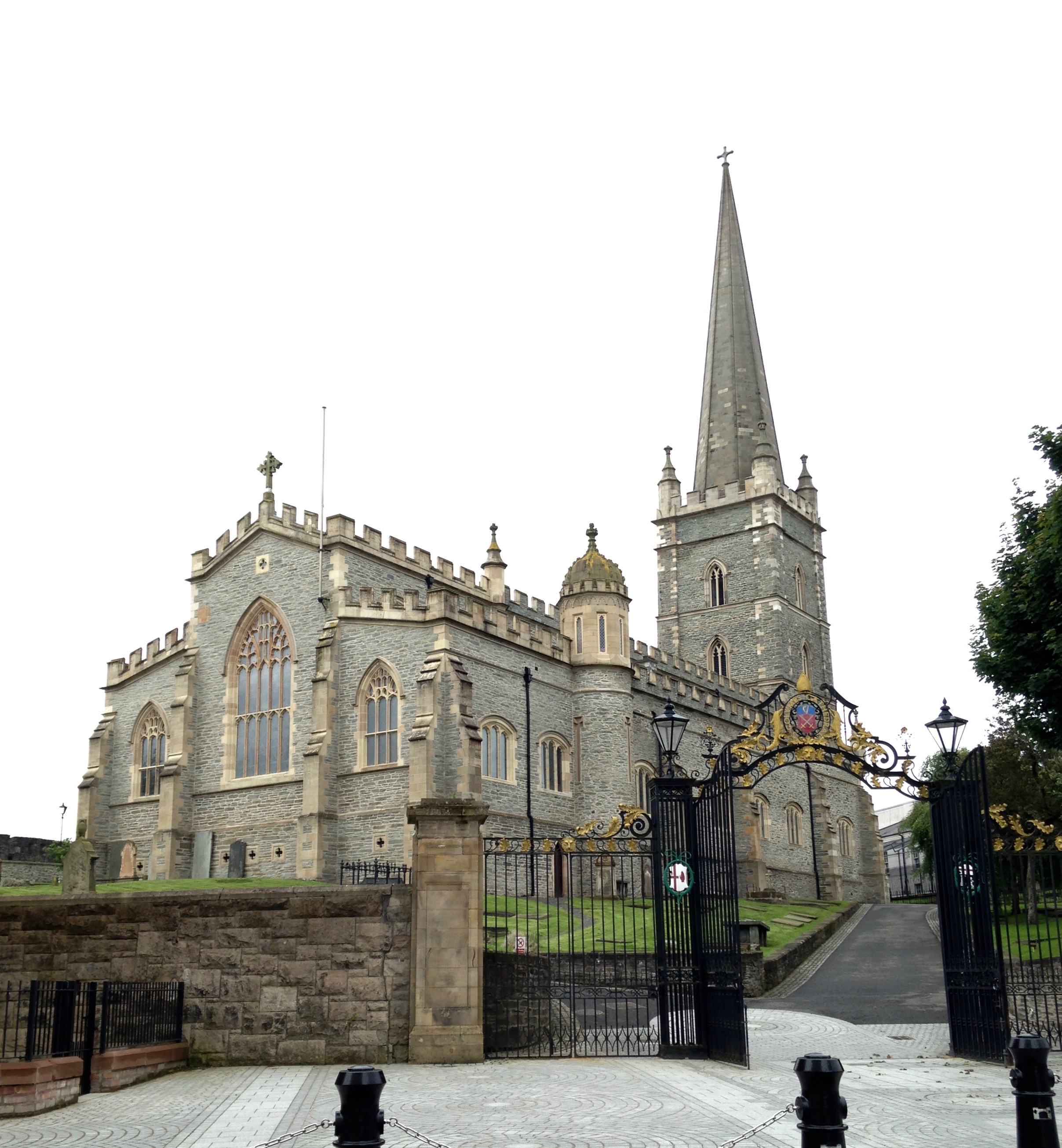
Katedra św. Kolumby w Londonderry w Irlandii Północnej – miejsce zawarcia związku małżeńskiego pomiędzy Janem Bartkowskim a Emmą Platt w dniu 26 czerwca 1838 r.

Pierwsze miesiące pobytu w Anglii Bartkowski spędził w Londynie, gdzie m.in. w mieszkaniu Kazimierza Aleksandra Pułaskiego brał udział w naradach dotyczących prób zjednoczenia emigracji polskiej w Anglii (w sierpniu 1834 liczba emigrantów polistopadowych w Wielkiej Brytanii sięgała ok. 330–400 osób). Od sierpnia 1834 Bartkowski przebywał w Edynburgu, później w Dublinie i Londonderry w Irlandii Północnej. Pracował jako nauczyciel języka niemieckiego i francuskiego (w poszukiwaniu zatrudnienia wspierał go m.in. angielski arystokrata i polonofil – Dudley C. Stuart); pobierał ponadto zasiłek od rządu brytyjskiego, a także okazjonalnie pracował jako tłumacz.

### Polityka
W sporach politycznych stał w opozycji do obozu ks. Adama Jerzego Czartoryskiego, jednak w roku 1846 uznał jego przywództwo; prezentował umiarkowanie postępowe i republikańskie poglądy polityczne, jednocześnie krytykował Towarzystwo Demokratyczne Polskie za nadmierny radykalizm; nie podzielał także postulatów reformy agrarnej głoszonych przez Gromady Ludu Polskiego. Należał do Towarzystwa Wzajemnego Oświecenia, a także do Grona Historycznego Polskiego w Anglii (od 1841) i Ogółu Emigracji Polskiej w Londynie (1843).
16 lipca 1844 złożył podpis pod oświadczeniem potępiającym Rosję i złożył przysięgę prowadzenia walki aż do odzyskania przez Polskę niepodległości. Brał udział w wypadkach Wiosny Ludów w Europie zachodniej (1848); bezskutecznie usiłował przedostać się do ogarniętej powstaniem Wielkopolski.

### Powrót do Francji i ostatnie lata życia
Osiadł ponownie w Dijon, gdzie został nauczycielem języka angielskiego, a także członkiem Towarzystwa Literackiego Polskiego (zał. 29 XI 1845), dla którego pisał m.in. rozprawy dotyczące języków obcych. W charakterze nauczyciela pracował w liceum w Montpellier (1856), Metzu (1858), Nancy (1864) i Paryżu. Od roku 1858 był członkiem Towarzystwa Historyczno-Literackiego; od 1864 – Stowarzyszenia Podatkowego, a następnie wiceprezesem tegoż. Od roku 1872 otrzymywał fundusze za posiadanie Krzyża Srebrnego. W ostatnich latach przewodził uroczystościom narodowym polskim w Anglii. Był wiceprezesem charytatywnej instytucji Czci i Chleba oraz honorowym członkiem Koła Batignolczyków. W 1872 otrzymał także tytuł Officier de l’Académie, a w 1888 – Officier de l’Instruction Publique.
Na emigracji spisał Wspomnienia z powstania 1831 i pierwszych lat emigracji (wyd. Lwów 1898). Sporządził ponadto dwutomowy wykaz dat zgonów emigrantów polskich na podstawie gromadzonych nekrologów, wydany następnie w opracowaniu Lucjana Krawca jako tzw. Cmentarzyk.

## Życie prywatne

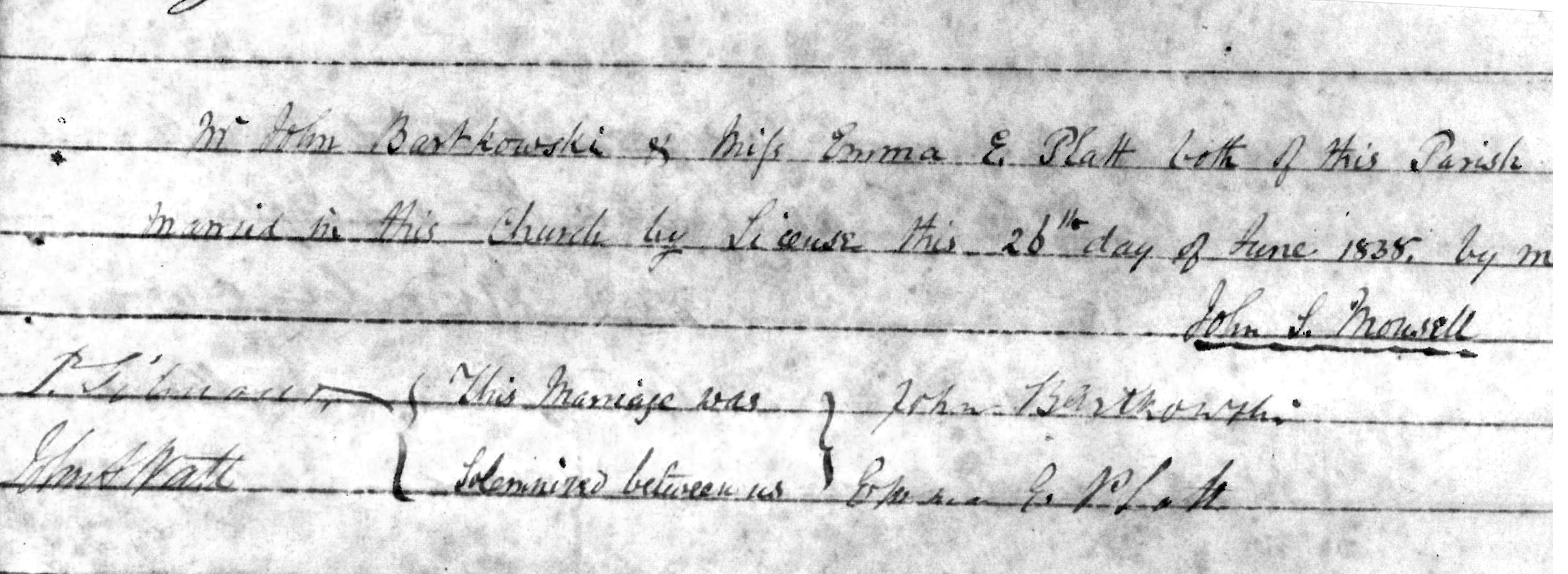
Kopia aktu małżeństwa Jana Bartkowskiego i Emmy Platt, przechowywanego w katedrze św. Kolumby w Londonderry.

Dnia 26 czerwca 1838, w katedrze św. Kolumby w Londonderry, Jan Bartkowski poślubił angielską guwernantkę – Emmę Platt, zwaną przez niego „Bogdanką”, którą poznał bliżej przy okazji dawanych jej lekcji językowych. Uroczystości przewodniczył archidiakon Londonderry, autor hymnów i dzieł teologicznych – John Samuel Bewley Monsell. Małżeństwo Jana i Emmy doczekało się czwórki dzieci: Amelii i Wandy (bliźniaczki urodzone 15 IV 1839), Klaudii oraz Jana. Miał także Bartkowski siostry.
W lutym 1834, w trakcie eskorty rewolucjonistów z Payerne do Avenches w Szwajcarii, Bartkowski został wyzwany na pojedynek przez Niemca, zwanego "Rothbardem". Bartkowski przyjął wyzwanie, jednak do pojedynku nie doszło, gdyż "Rothbard" nie stawił się w wyznaczonym miejscu i czasie. Bartkowski brał także udział w jeszcze innym (bezkrwawym) pojedynku.
Zmarł 24 listopada 1893 w Paryżu. Został pochowany na cmentarzu Père-Lachaise.